# Nepalesische Fußballnationalmannschaft der Frauen
Die nepalesische Fußballnationalmannschaft der Frauen repräsentiert die Republik Nepal im internationalen Frauenfußball. Da der nationale Verband All Nepal Football Association Mitglied im Weltverband FIFA und im Kontinentalverband AFC ist, ist die Mannschaft für die Teilnahme an der Qualifikation zur Asienmeisterschaft berechtigt.

## Geschichte
Das erste Spiel der Geschichte für die Mannschaft, fand am 14. Dezember 1986 während der Gruppenphase der Asienmeisterschaft 1986 gegen Hongkong statt und endete mit einer 0:1-Niederlage. Im Verlauf der beiden nächsten Spiele gegen Thailand und Indonesien gelang danach auch nicht einmal ein eigenes Tor. Beim nächsten Turnier lief es ähnlich ab und mit einem 0:14 gegen Japan, setzte es zudem eine sehr hohe Niederlage.
Danach blieb man dem Turnier viele Jahre fern und nahm erst wieder bei der Ausgabe im Jahr 1999 teil. Denn aufgrund der politischen Situation im Land, konnte in der Zeit kein Team gebildet werden. Zwar gelang hier erneut kein einziger Sieg, jedoch gab es mit Pema Dolma Lama die erste Torschützin in der Geschichte der Nationalmannschaft. Den Treffer erzielte sie bei der 1:6-Niederlage gegen Usbekistan.
Seitdem nahm wieder für eine lange Zeit keine Mannschaft, weder an der Qualifikation noch an der Endrunde der Asienmeisterschaft teil. Dies trifft ebenfalls auf die Teilnahme an der Qualifikation zur Weltmeisterschaft zu. Anders bei den Turnieren der Südasienspiele. Hier holte sich die Mannschaft bei den Austragungen 2010, 2016 und 2019 jeweils die Silber-Medaille.
Erstmals wieder bei einer Qualifikation, war man dann bei der zur Asienmeisterschaft 2022 dabei. Hier sollte man erst sogar die eigene Qualifikationsgruppe ausrichten, jedoch diese Aufgabe später von Usbekistan übernommen. In der nur drei Mannschaften umfassenden Gruppe verlor man in der ersten Partie mit 1:2 gegen die Philippinen und sammelte am Ende noch einen Punkt gegen Hongkong nach einem 0:0. Insgesamt reichte dies aber nur für den dritten und damit letzten Platz der Gruppe.

## Turniere

### Olympische Spiele
- 1996 bis 2016: Nicht teilgenommen
- 2020: Nicht qualifiziert
- 2024: Nicht qualifiziert
- 2028: Nicht qualifiziert

### Weltmeisterschaft
- 1991 bis 1999: Nicht teilgenommen
- 2003: Zurückgezogen
- 2007 bis 2019: Nicht teilgenommen
- 2023: Nicht qualifiziert
- 2027: Nicht qualifiziert

### Asienmeisterschaft
- 1975 bis 1983: Nicht teilgenommen
- 1986: Gruppenphase
- 1989: Gruppenphase
- 1991 bis 1997: Nicht teilgenommen
- 1999: Gruppenphase
- 2001 bis 2018: Nicht teilgenommen
- 2022: Nicht qualifiziert
- 2026: Nicht qualifiziert

### Asienspiele
- 1990 bis 2018: Nicht teilgenommen
- 2023: Gruppenphase

### Südasienmeisterschaft
- 2010: Zweiter Platz
- 2012: Zweiter Platz
- 2014: Zweiter Platz
- 2016: Halbfinale
- 2019: Zweiter Platz
- 2022: Zweiter Platz
- 2024: Zweiter Platz

### Südasienspiele
- 2010: Zweiter Platz
- 2016: Zweiter Platz
- 2019: Zweiter Platz